# Alessandro Corbelli
Alessandro Corbelli (Torino, 21 settembre 1952) è un baritono italiano.

## Biografia
Torinese di nascita e formazione, Alessandro Corbelli è tra i più celebri interpreti rossiniani e mozartiani. Dopo aver conseguito la Maturità classica presso il liceo classico statale “Vittorio Alfieri” di Torino e aver studiato canto sotto la guida di Giuseppe Valdengo e Claude Thiolas, debutta nel 1973 ad Aosta con Rigoletto, interpretando il Conte di Monterone.
Nel 1974 è Marcello ne La bohème al Teatro Donizetti di Bergamo, nel 1975 Giorgio Germont ne La traviata al Teatro Comunale di Bologna.
Molto conosciute sono le sue interpretazioni di Falstaff (Falstaff), Belcore (L'elisir d'amore), ma certamente spiccano le sue interpretazioni ne La Cenerentola di Gioachino Rossini nei panni di Don Magnifico e, in particolare, di Dandini.
Negli ultimi tempi ha debuttato nei panni di Dulcamara (L'elisir d'amore), Taddeo (L'italiana in Algeri), Guglielmo (Così fan tutte), Gianni Schicchi (nell' omonima opera), Raimbaud (Le Comte Ory).
Nel 2017 ha vinto un Oscar della Lirica.

## Profilo vocale e scenico
Artista duttile e sensibile, Corbelli è caratterizzato da una notevole grazia e finezza. Dotato di una voce calda, ricca di armonici di grande facilità nella coloratura ha saputo caratterizzare realisticamente i suoi personaggi, ovviamente aiutato dalla sua grande presenza scenica che, anche nei ruoli minori, riesce sempre a catturare lo spettatore, in particolare con ruoli buffi, sempre carichi di grande ilarità. È considerato uno dei massimi esponenti del bel canto italiano. A tal proposito la sua collega, nonché amica, Leticia Austria ha affermato: 

## I Festival
Alessandro Corbelli è stato ospite dei più importanti festival operistici internazionali, quali il Festival di Salisburgo, Edimburgo, Schwetzingen, Glyndebourne, il Ravenna Festival e il Rossini Opera Festival di Pesaro.

## Repertorio
| Ruolo                                     | Titolo                    | Autore      |
| ----------------------------------------- | ------------------------- | ----------- |
| Lord Rocburg                              | Fra Diavolo               | Auber       |
| Sir Riccardo Forth                        | I puritani                | Bellini     |
| Escamillo                                 | Carmen                    | Bizet       |
| Zurga                                     | Les pêcheurs de perles    | Bizet       |
| Xio Leblanc                               | Le Racine                 | Bussotti    |
| Varbel                                    | Lodoïska                  | Cherubini   |
| Michonnet                                 | Adriana Lecouvreur        | Cilea       |
| Giulio Antiquati                          | L'ajo nell'imbarazzo      | Donizetti   |
| Michele                                   | Elisabetta                | Donizetti   |
| Belcore Dulcamara                         | L'elisir d'amore          | Donizetti   |
| Gasparo                                   | Rita                      | Donizetti   |
| Sulpice                                   | La fille du régiment      | Donizetti   |
| Marchese di Boisfleury                    | Linda di Chamounix        | Donizetti   |
| Don Pasquale Malatesta                    | Don Pasquale              | Donizetti   |
| De Siriex                                 | Fedora                    | Giordano    |
| Vertigo                                   | Les pèlerins de la Mecque | Gluck       |
| Il cantastorie Il lampionaio              | Sette canzoni             | Malipiero   |
| Sancio Panza                              | Don Quichotte             | Massenet    |
| Mercurio Ottone Seneca                    | L'incoronazione di Poppea | Monteverdi  |
| Conte d'Almaviva Figaro                   | Le nozze di Figaro        | Mozart      |
| Leporello                                 | Don Giovanni              | Mozart      |
| Don Alfonso Guglielmo                     | Così fan tutte            | Mozart      |
| Papageno                                  | Die Zauberflöte           | Mozart      |
| Andronico                                 | Il gran Tamerlano         | Myslivecek  |
| Figaro                                    | Il barbiere di Siviglia   | Paisiello   |
| Marcaniello                               | Lo frate 'nnamorato       | Pergolesi   |
| Mengotto                                  | La Cecchina               | Piccinni    |
| Marquis de la Force                       | Dialogues des Carmélites  | Poulenc     |
| Marcello                                  | La bohème                 | Puccini     |
| Sharpless                                 | Madama Butterfly          | Puccini     |
| Gianni Schicchi                           | Gianni Schicchi           | Puccini     |
| Germano                                   | La scala di seta          | Rossini     |
| Pacuvio                                   | La pietra del paragone    | Rossini     |
| Martino                                   | L'occasione fa il ladro   | Rossini     |
| Gaudenzio                                 | Il signor Bruschino       | Rossini     |
| Haly Taddeo                               | L'italiana in Algeri      | Rossini     |
| Don Geronio Prosdocimo                    | Il turco in Italia        | Rossini     |
| Bartolo                                   | Il barbiere di Siviglia   | Rossini     |
| Dandini Don Magnifico                     | La Cenerentola            | Rossini     |
| Raimbaud                                  | Le comte Ory              | Rossini     |
| Nick Shadow                               | The Rake's progress       | Stravinskij |
| Don Grillo                                | Le serve rivali           | Traetta     |
| Il barone di Kelbar Cavaliere di Belfiore | Un giorno di regno        | Verdi       |
| Monterone                                 | Rigoletto                 | Verdi       |
| Giorgio Germont                           | La traviata               | Verdi       |
| Fra' Melitone                             | La forza del destino      | Verdi       |
| Sir John Falstaff Ford                    | Falstaff                  | Verdi       |

## Discografia

### Incisioni in studio
| Anno | Titolo Ruolo                        | Cast                                                            | Direttore                 | Casa                |
| ---- | ----------------------------------- | --------------------------------------------------------------- | ------------------------- | ------------------- |
| 1979 | L'italiana in Algeri Haly           | Lucia Valentini Terrani, Wladimiro Ganzarolli, Francisco Araiza | Gabriele Ferro            | Fonit Cetra         |
| 1980 | La Cenerentola Alidoro              | Lucia Valentini Terrani, Francisco Araiza, Enzo Dara            | Gabriele Ferro            | Fonit Cetra         |
| 1981 | La Cecchina Mengotto                | Margherita Rinaldi, Lucia Aliberti, Ugo Benelli                 | Gianluigi Gelmetti        | Warner Fonit        |
| 1987 | L'Italiana in Algeri Haly           | Agnes Baltsa, Ruggero Raimondi, Frank Lopardo                   | Claudio Abbado            | Deutsche Grammophon |
| 1991 | Il turco in Italia Prosdocimo       | Simone Alaimo, Sumi Jo, Raul Giménez                            | Neville Marriner          | Decca               |
|      | Rita Gasparo                        | Adelina Scarabelli, Pietro Ballo                                | Federico Bonetti Amendola | Nuova Era           |
| 1992 | La scala di seta Germano            | Teresa Ringholz, Ramón Vargas, Natale De Carolis                | Marcello Viotti           | Claves              |
|      | La Cenerentola Dandini              | Cecilia Bartoli, William Matteuzzi, Enzo Dara                   | Riccardo Chailly          | Decca               |
| 1993 | Così fan tutte Guglielmo            | Felicity Lott, Jerry Hadley, Marie McLaughlin                   | Charles Mackerras         | Telarc              |
|      | Il barbiere di Siviglia Bartolo     | Hakan Hagegard, Jennifer Larmore, Raul Giménez                  | Jesús López Cobos         | Teldec              |
| 1994 | Le nozze di Figaro Conte d'Almaviva | Carol Vaness, Nuccia Focile, Alastair Miles                     | Charles Mackerras         | Telarc              |
|      | La Cenerentola Don Magnifico        | Jennifer Larmore, Raul Giménez, Gino Quilico                    | Carlo Rizzi               | Teldec              |
| 1995 | Don Giovanni Leporello              | Bo Skovhus, Nuccia Focile, Felicity Lott                        | Charles Mackerras         | Teldec              |
| 1997 | Il turco in Italia Don Geronio      | Michele Pertusi, Cecilia Bartoli, Ramón Vargas                  | Riccardo Chailly          | Decca               |
|      | L'Italiana in Algeri Taddeo         | Jennifer Larmore, John Del Carlo, Raul Giménez                  | Jesús López Cobos         | Teldec              |

### Incisioni dal vivo
| Anno | Titolo Ruolo                         | Cast                                                                            | Direttore    | Casa     |
| ---- | ------------------------------------ | ------------------------------------------------------------------------------- | ------------ | -------- |
| 2013 | Un giorno di regno Cavalier Belfiore | Enzo Dara, Krystina Rorbach, Luciana D'Intino, Paolo Barbacini, Nelson Portella | Rico Saccani | BPO Live |

## DVD
- Cilea, Adriana Lecouvreur - Elder/Gheorghiu/Kaufmann/ROHO, 2011 Decca
- Donizetti: Don Pasquale (Glyndebourne, 2013) - Alessandro Corbelli/Danielle de Niese, Opus Arte/Naxos
- Donizetti: Don Pasquale (Teatro Comunale di Bologna, 2002) - Alessandro Corbelli/Eva Mei, Arthaus Musik/Naxos
- Giordano: Fedora (La Scala, 1993) - Mirella Freni/Plácido Domingo/Alessandro Corbelli/Gianandrea Gavazzeni, regia Lamberto Puggelli, Arthaus Musik/Naxos
- Mozart: Così fan tutte (La Scala, 1989) - Daniela Dessì/Alessandro Corbelli/Claudio Desderi/Riccardo Muti, Opus Arte/Naxos
- Pergolesi: Lo frate 'nnamorato (La Scala, 1989) - Alessandro Corbelli/Nuccia Focile/Bernadette Manca di Nissa/Bruno de Simone/Riccardo Muti, Opus Arte/Naxos
- Puccini: Gianni Schicchi (Glyndebourne, 2004) - Alessandro Corbelli/Massimo Giordano (tenore), Opus Arte/Naxos
- Rossini: L'Italiana in Algeri (Paris National Opera, 1998) - Simone Alaimo/Bruce Ford/Jennifer Larmore/Alessandro Corbelli/Bruno Campanella, Arthaus Musik/Naxos
- Rossini, Cenerentola - Benini/MET/Garanca/Brownlee, 2009 Deutsche Grammophon
- Rossini, Cenerentola - Campanella/Bartoli/Dara, regia Roberto De Simone, 1995 Decca